# Thika
Thika ist eine Stadt nordöstlich von Nairobi im Kiambu County in Kenia.
Sie hat 251.407 Einwohner (Volkszählung 2019) und liegt 1531 Meter über dem Meeresspiegel.
In Thika werden Früchte (besonders Ananas) konserviert, die in der Umgebung angebaut werden.
Der Hauptcampus der privaten Mount Kenya University befindet sich in Thika.